# STS-61
STS-61, voluit Space Transportation System-61, was een spaceshuttlemissie van de Endeavour naar de Hubble-ruimtetelescoop. Het was de eerste van vijf onderhoudmissies naar de telescoop. Later volgden STS-82, STS-103, STS-109 en STS-125. Tijdens STS-61 werd onder andere een nieuwe camera geplaatst en nieuwe zonnepanelen. De telescoop werd drie jaar eerder in positie gebracht tijdens STS-31.

## Bemanning
| Positie            | Lancering                        | Landing                          |                                  |
| ------------------ | -------------------------------- | -------------------------------- | -------------------------------- |
| Bevelhebber        | Richard Covey 4e ruimtevlucht    | Richard Covey 4e ruimtevlucht    |                                  |
| Piloot             | Kenneth Bowersox 2e ruimtevlucht | Kenneth Bowersox 2e ruimtevlucht |                                  |
| Missiespecialist 1 | Kathryn Thornton 3e ruimtevlucht | Kathryn Thornton 3e ruimtevlucht |                                  |
| Missiespecialist 2 | Claude Nicollier 2e ruimtevlucht | Claude Nicollier 2e ruimtevlucht | Claude Nicollier 2e ruimtevlucht |
| Missiespecialist 3 | Jeffrey Hoffman 4e ruimtevlucht  | Jeffrey Hoffman 4e ruimtevlucht  | Jeffrey Hoffman 4e ruimtevlucht  |
| Missiespecialist 4 | Story Musgrave 5e ruimtevlucht   | Story Musgrave 5e ruimtevlucht   | Story Musgrave 5e ruimtevlucht   |
| Missiespecialist 5 | Thomas Akers 3e ruimtevlucht     | Thomas Akers 3e ruimtevlucht     | Thomas Akers 3e ruimtevlucht     |

## Media

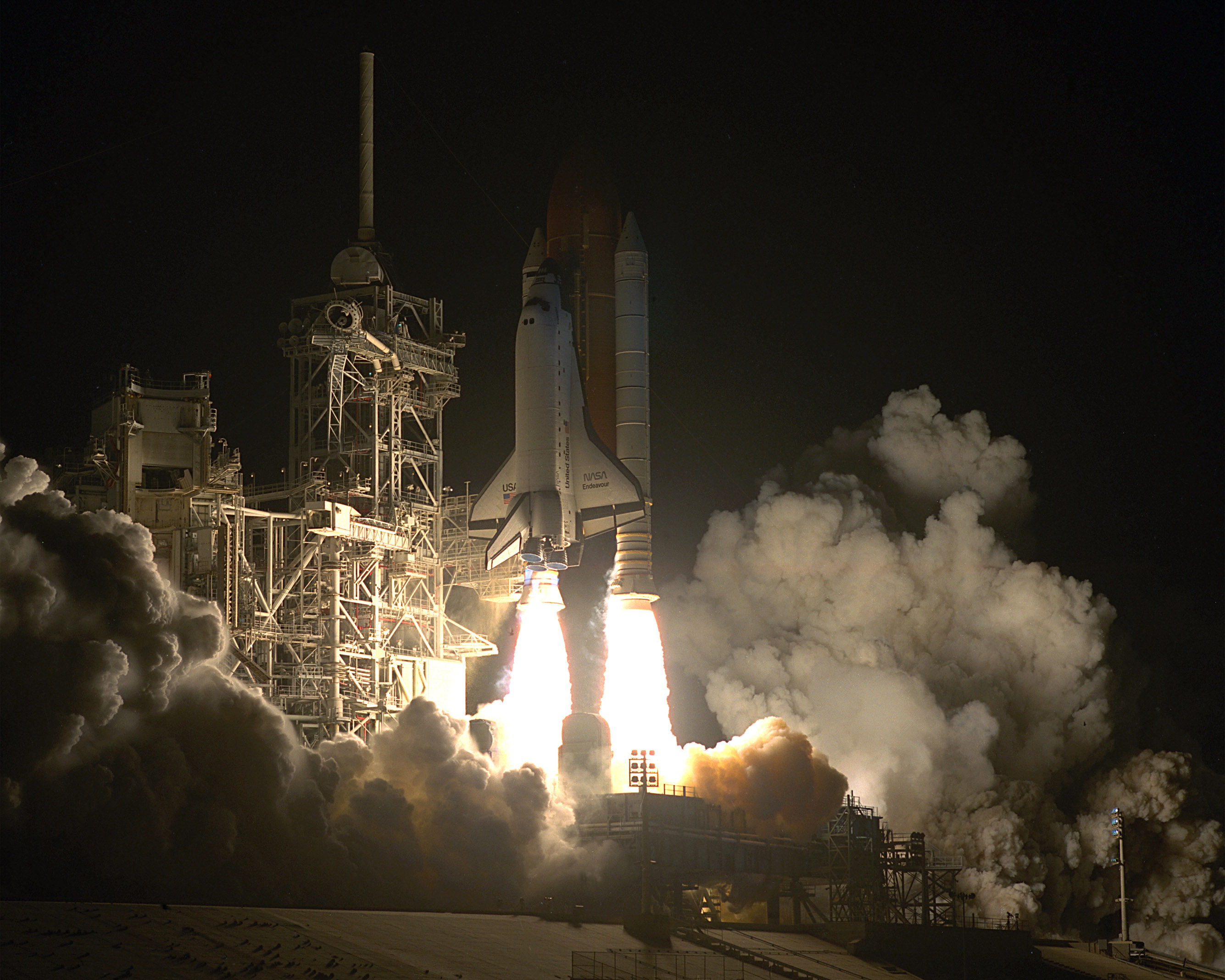
Lancering
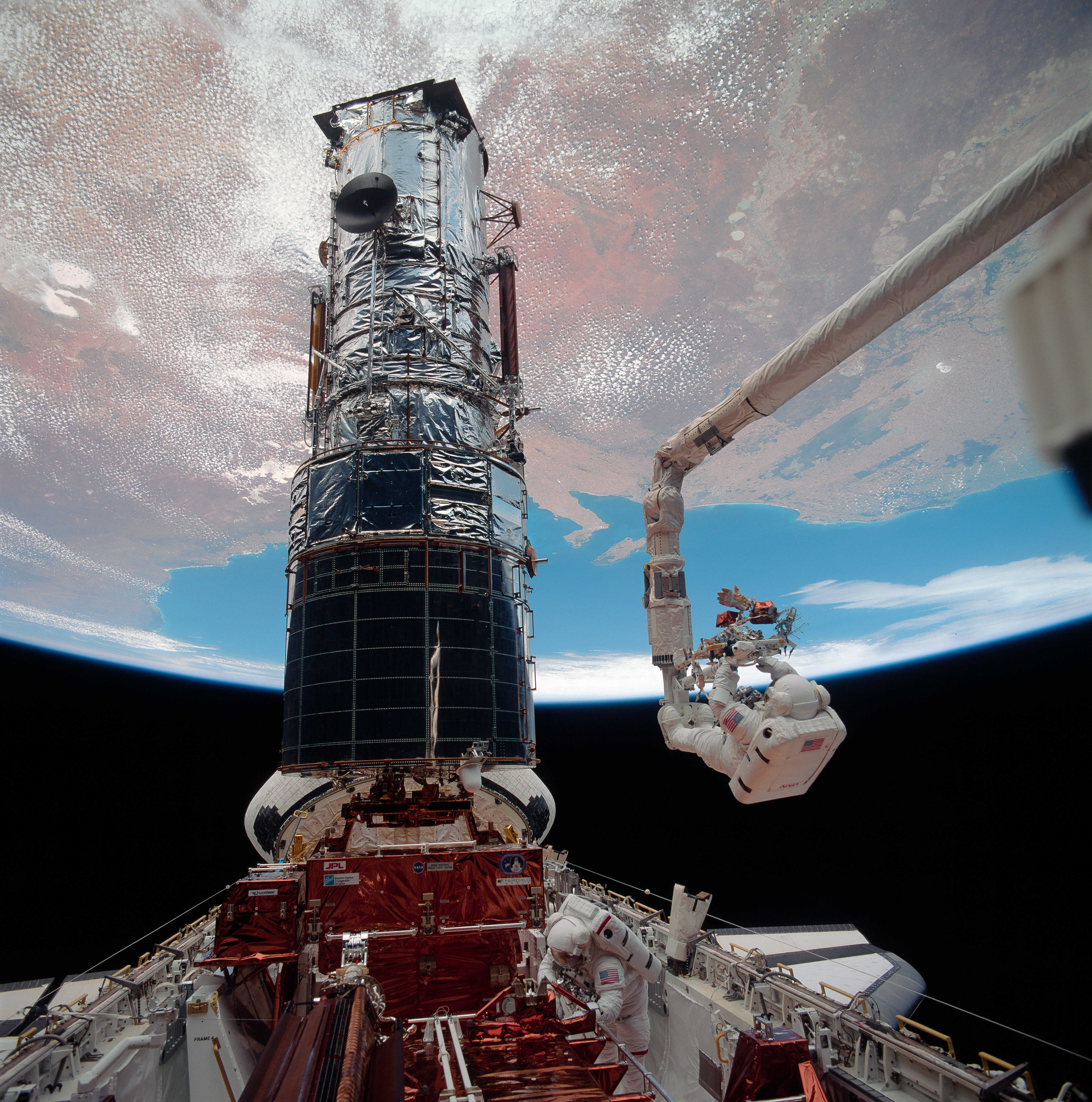
Werkzaamheden aan de Hubble-ruimtetelescoop

STS-49 · STS-47 · STS-54 · STS-57 · STS-61 · STS-59 · STS-68 · STS-67 · STS-69 · STS-72 · STS-77 · STS-89 · STS-88 · STS-99 · STS-97 · STS-100 · STS-108 · STS-111 · STS-113 · STS-118 · STS-123 · STS-126 · STS-127 · STS-130 · STS-134